# Janisjarwi (stacja kolejowa)
Janisjarwi (ros. Янисъярви, krl. i fiń. Jänisjärvi) – węzłowa stacja kolejowa w miejscowości Janisjarwi, w rejonie pitkiaranckim, w Karelii, w Rosji. Węzeł linii Chijtoła – Suojarwi z linią do Łodiejnojego Pola. Położona jest nad jeziorem Janisjarwi.
Stacja powstała w okresie międzywojennym, gdy tereny te przynależały do Finlandii.

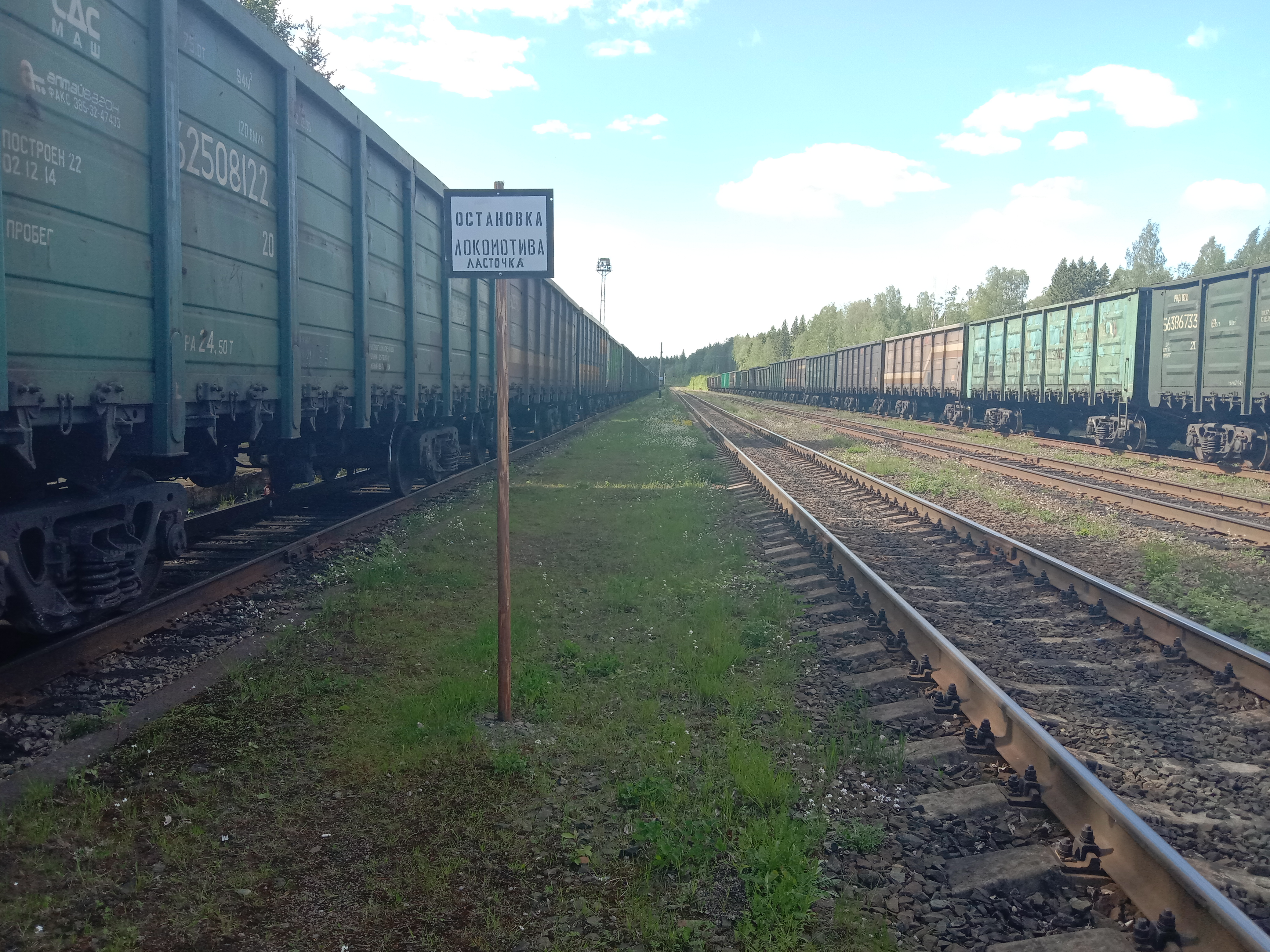
torowisko
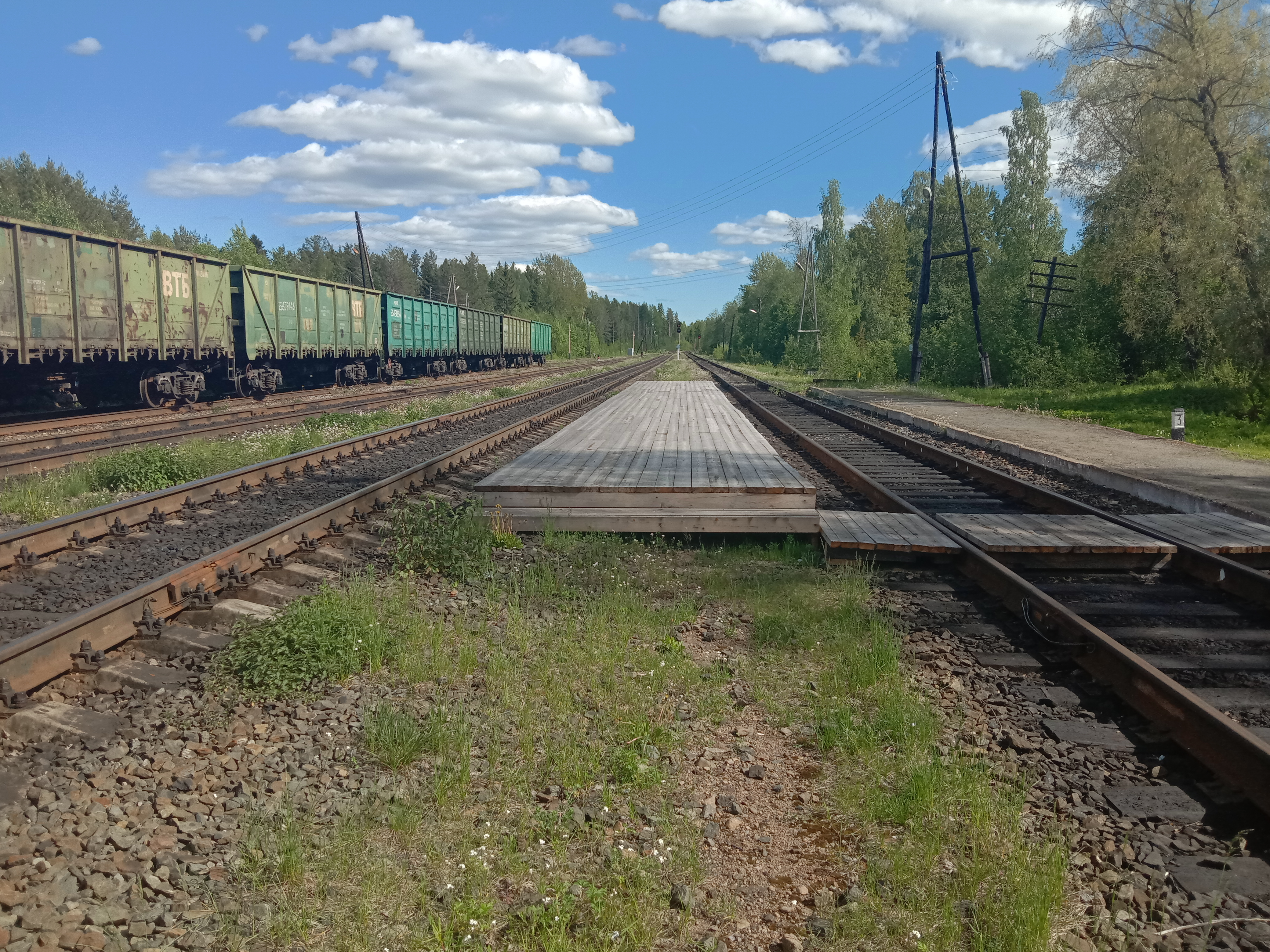
perony; widok w stronę Suojarwi/Łodiejnojego Pola
stacja Jänisjärvi w czasach fińskich